# Parlagena bennetti
Parlagena bennetti är en insektsart som beskrevs av Williams 1969. Parlagena bennetti ingår i släktet Parlagena och familjen pansarsköldlöss. Inga underarter finns listade i Catalogue of Life.